# Hemopexin
Hemopexin (eller haemopexin; HPX) även känt som beta-1B-glycoprotein är ett protein som kodas av HPX-genen och tillhör hemopexinfamiljen bland proteiner. Hemopexin binder hem med den högsta affiniteten av alla kända proteiner. Dess funktion är att sköta "sophanteringen" av det hem som frisläppas eller som förloras vid omsättningen för hemproteiner till exempel hemoglobin och skyddar kroppen från oxidativa skador som fri hem kan orsaka. Dessutom släpper hemopexin sin bundna ligand för att den skall internaliseras varvid det sker en interaktion med en specifik receptor belägen på ytan av leverns celler. Denna funktion har hemopexin för att bevara kroppens järn. Hemopexin är även ett akutfasprotein vilket innebär att det ökar i koncentration vid inflammation.